# Lionel Stander
Lionel Jay Stander (ur. 11 stycznia 1908 w Nowym Jorku, zm. 30 listopada 1994 w Los Angeles) – amerykański aktor.
Laureat Złotego Globu 1983 dla najlepszego aktora drugoplanowego w serialu, miniserialu lub filmie telewizyjnym za rolę pomysłowego generała Maxa w serialu detektywistycznym ABC Państwo Hart (Hart to Hart, 1979–1984) z Robertem Wagnerem i Stefanie Powers.

## Życiorys
Urodził się i wychował w dzielnicy Bronx jako najstarszy z trójki dzieci imigrantów rosyjsko−żydowskich. Uczęszczał do Little Red Schoolhouse. Podczas jednego roku studiów na Uniwersytecie Karoliny Północnej w Chapel Hill wystąpił w studenckim przedstawieniu The Muse of the Unpublished Writer.

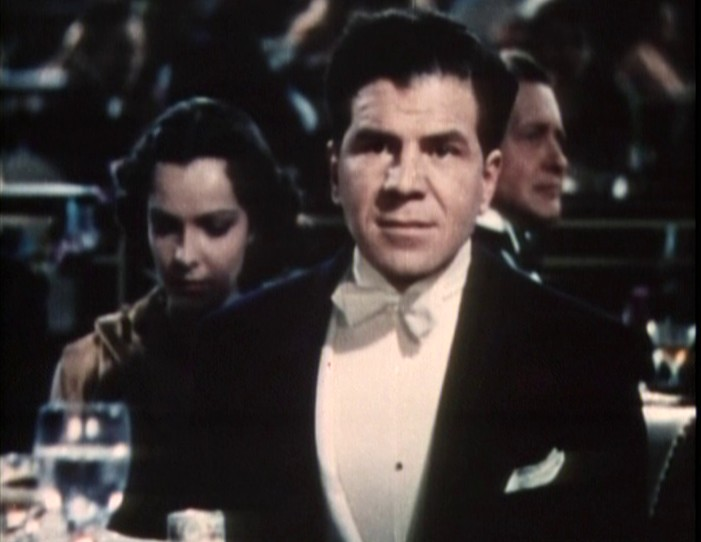
Stander w filmie Narodziny gwiazdy

W 1928 zadebiutował na scenie Broadwayu w roli policjanta w spektaklu On E.E. Cummingsa, a następnie występował w sztukach O’Neilla, Szekspira, Shawa i Czechowa. Po raz pierwszy trafił na ekran jako starszy bosman Lambert w komedii krótkometrażowej Salt Water Daffy (1933) u boku Jacka Haleya. Następnie nakręcił kilka komedii w Vitaphone Studio na Brooklynie, zanim w 1935 przeniósł się do Hollywood. Zwykle obsadzany w roli brutalnego gangstera o intelektualnych pretensjach, zapadł także w pamięć w roli zjadliwego Corneliusa „Corny’ego” Cobba w komediodramacie Franka Capry Pan z milionami (Mr. Deeds Goes To Town, 1936), mściwego agentka prasowego Matta Libby’ego w melodramacie Williama A. Wellmana Narodziny gwiazdy (1937) i Archie Goodwyna, asystenta detektywa Nero Wolfe’a, w kilku kryminałach wyprodukowanych przez Columbia Pictures. Podczas II wojny światowej służył w United States Army Air Forces.
We wczesnych latach pięćdziesiątych znalazł się na czarnej liście na dziesięć lat, kiedy Komisja Izby Reprezentantów ds. Działalności Antyamerykańskiej (HUAC) odkryła, że jest członkiem Amerykańskiej Partii Komunistycznej. Twierdził, że wstąpił do Partii Komunistycznej, aby zwiększyć swoją atrakcyjność w oczach kobiet, ale z zeznań innych osób przed przesłuchaniami HUAC wynika, że próbował werbować do partii innych aktorów o poglądach liberalnych.
W 1965 reżyser Tony Richardson obsadził Standera w roli Guru Brahmina w komedii Nieodżałowani (The Loved One). Po roli amerykańskiego gangstera w dreszczowcu psychologicznym Romana Polańskiego Matnia (1966) stał się postacią wręcz kultową w Europie, stale grając w spaghetti westernach i dramatach kryminalnych. Po powrocie do Stanów Zjednoczonych w latach 70. nakręcił jedną ze swoich najlepszych ról agenta Lizy Minelli w dramacie muzycznym Martina Scorsese Nowy Jork, Nowy Jork (1977).
Był sześciokrotnie żonaty. Zmarł na raka płuc w Los Angeles.

## Filmografia
- 1936: I Loved a Soldier
- 1936: Pan z milionami jako Cornelius Cobb
- 1936: Mleczna droga jako Spider Schultz
- 1937: Narodziny gwiazdy jako Matt Libby
- 1943: Kaci także umierają jako Banya
- 1948: Dzwonić Northside 777 jako Corrigan – współwięzień z celi Więcka
- 1966: Matnia jako Richard
- 1967: Bramy raju jako mnich
- 1968: Pewnego razu na Dzikim Zachodzie jako barman
- 1971: Gang, który nie umiał strzelać jako Baccala
- 1972: Wyspa skarbów jako Billy Bones
- 1977: Nowy Jork, Nowy Jork jako Tony Harwell
- 1979: 1941 jako Angelo Scioli
- 1986: The Transformers: The Movie jako Kup (głos)
- 1986: Na wariackich papierach jako Max